# Ernst Lindelöf (konstnär)

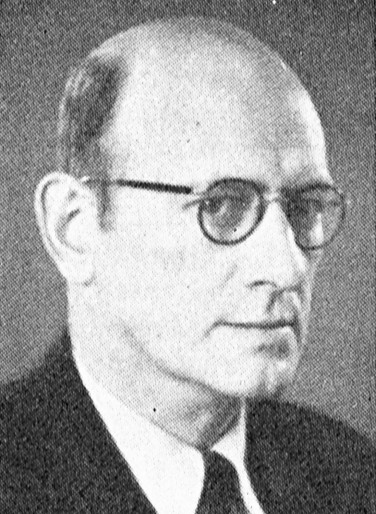
Ernst Lindelöf.

Ernst Wilhelm Lindelöf, född 4 november 1896 i Stockholm, död 11 januari 1976, var en svensk målare och konsthantverkare.

## Biografi
Han var son till frisören Ludvig Napoleon Lindelöf och Jenny Charlotta Johansson och från 1924 gift med läraren Elsa Christerson. Lindelöf studerade vid Konsthögskolan i Stockholm 1921–1924 med ett kortare avbrott 1922 då han vistades i Italien samt vid Filip Månssons målarskola i Stockholm. Efter studierna företog han studieresor till Berlin och Prag. Han medverkade i samlingsutställningar med Sveriges allmänna konstförening i Stockholm. 
Hans konst omfattade porträtt- och landskapsmålningar i olja, gouache, akvarell eller tempera samt några dekorativa målningar i herrgårdar och offentliga lokaler bland annat för Stockholms stadsmission, allegoriska målningar för Häverödal tingshus i Norrtälje samt utsmyckningar på Berga slott.  
Lindelöf var även aktiv i Stockholms Skarpskytteförening och erövrade Skyttemärket i guld och Skytteföreningens Riksmedalj. Han gravsattes den 23 februari 1976 på Norra begravningsplatsen.